# C/2020 F3 (NEOWISE)
C/2020 F3 (NEOWISE) či kometa NEOWISE je jasná dlouhoperiodická kometa viditelná i pouhým okem během léta 2020. Objevena byla 27. března 2020 infračerveným kosmickým teleskopem Wide-field Infrared Survey Explorer (WISE) v rámci projektu NEOWISE. Přísluním prošla 3. července 2020. Blízký průlet kolem Slunce způsobil změnu parametrů její oběžné dráhy. Velká poloosa se zvětšila z 275 na 355 AU a oběžná doba narostla ze 4 500 na 6 700 let. Sklon její oběžné dráhy k rovině ekliptiky má hodnotu 129°, což značí, že kometa obíhá retrográdně – v opačném směru, než kolem Slunce obíhají planety.
Slunci se kometa nejvíce přiblížila 3. července 2020 na vzdálenost 0,29 au (43 milionů km v perihéliu), kdy se na obloze nacházela v souhvězdí Velké medvědice.

## Klasifikace a název
Mezi komety byl objekt zařazen 31. března 2020 a pojmenován po projektu NEOWISE. V systematickém označení C/2020 F3 vyjádřilo „C“ neperiodickou kometu, „F“ druhou polovinu března a „3“ třetí objevenou kometu v tomto období.

## Charakteristika
Průměr jádra komety je odhadován na 5 km. Jak ukázaly snímky ze sluneční sondy Parker Solar Probe, kometa má dva ohony: plynový (plazmový) a prachový. V plynovém ocase byla odhalena mezera, což může být následek toho, že kometa má dva plynové ocasy a tedy tři ocasy celkově.

## Galerie

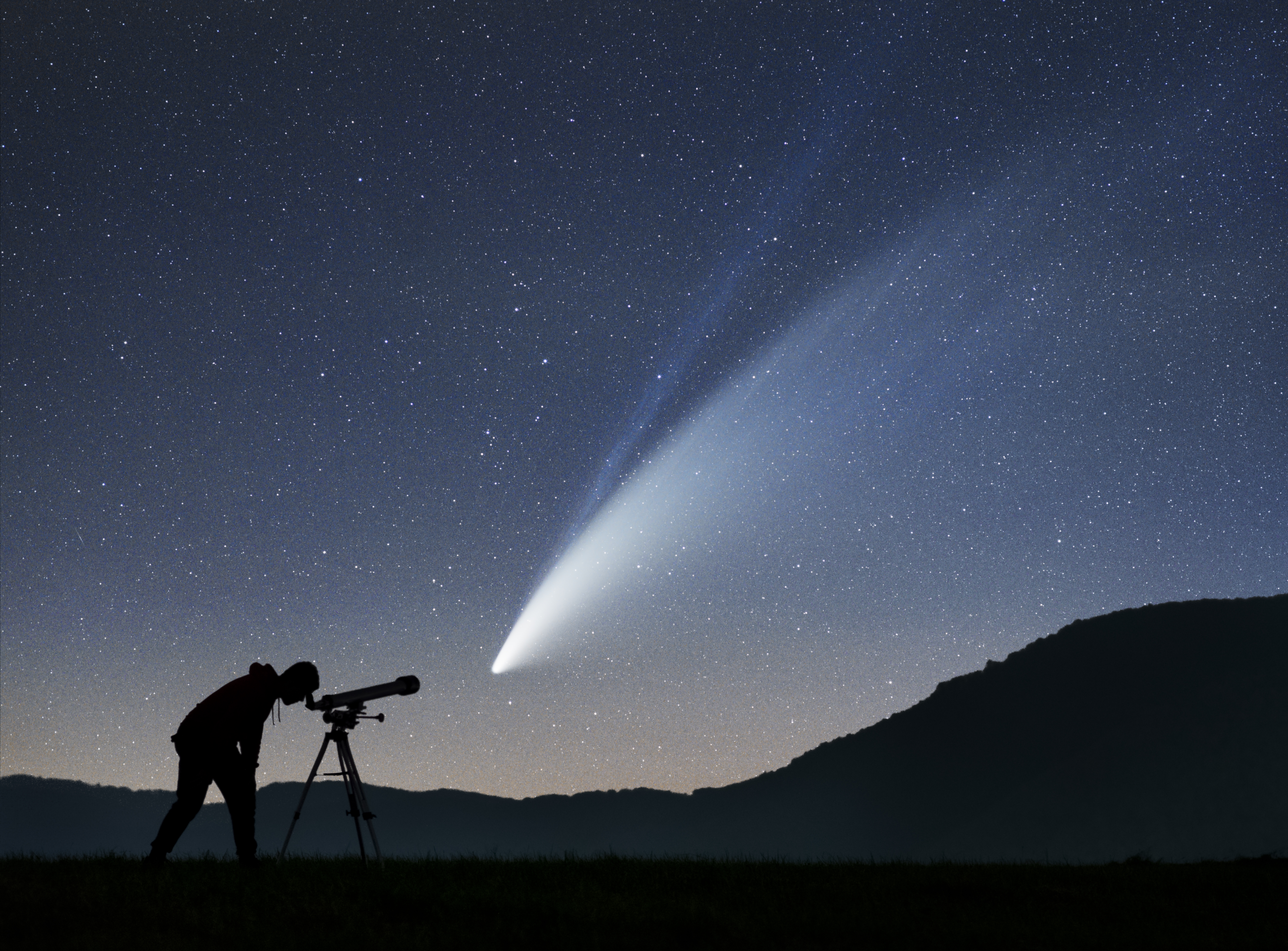
Pozorování komety NEOWISE ze severozápadu Slovenska
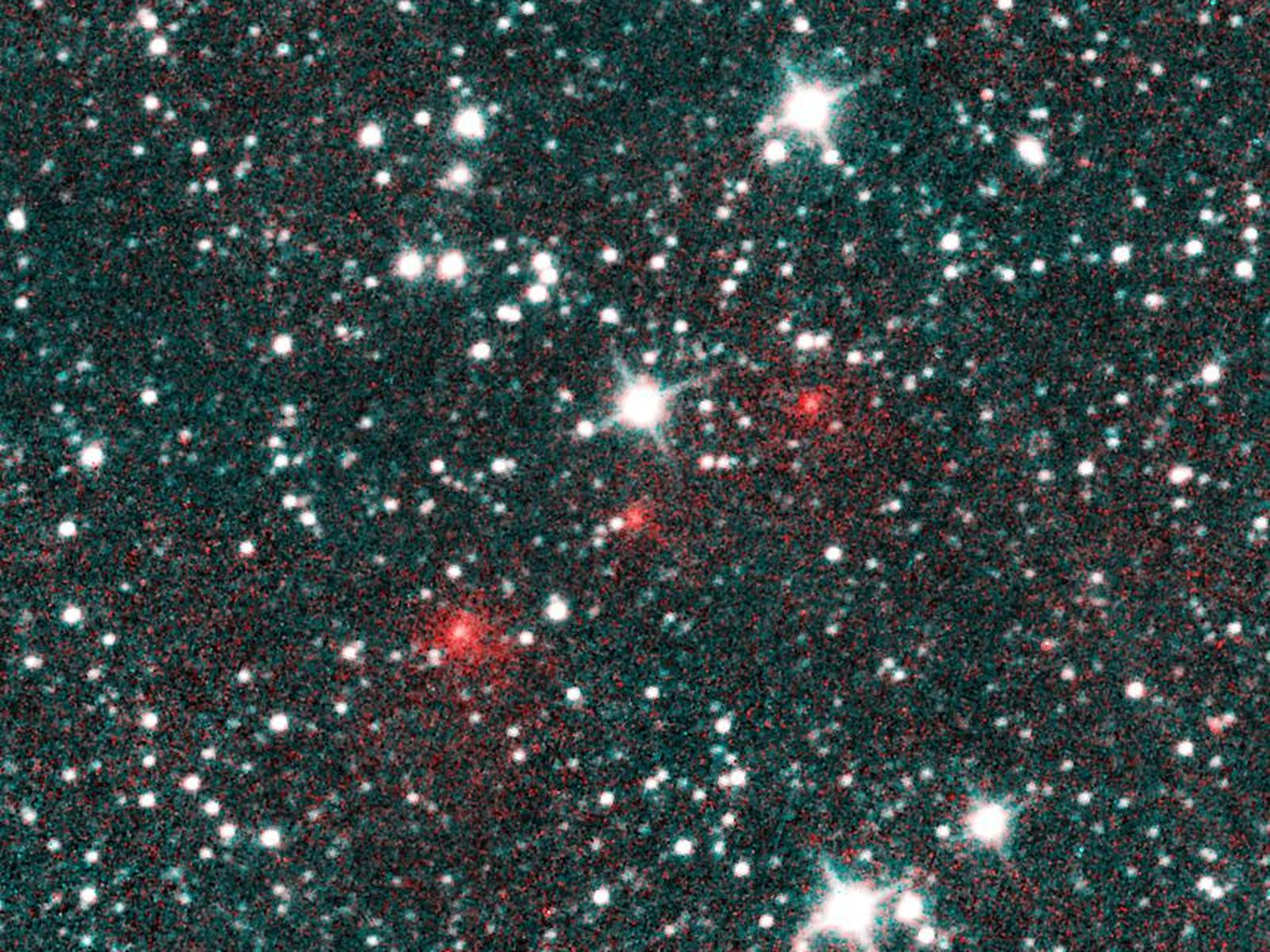
Složený obrázek tří infračervených záběrů NEOWISE z objevu komety 27. března 2020. Kometa zobrazena jako tři červené body v střední části.
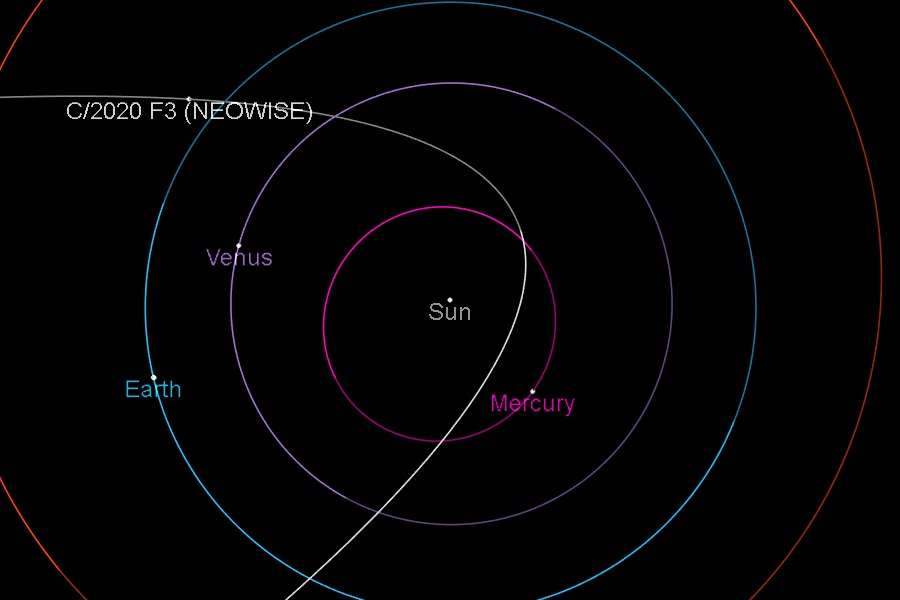
Trajektorie komety během obletu Slunce, průmět do roviny ekliptiky. Vyznačená pozice je k 19. dubnu 2020.
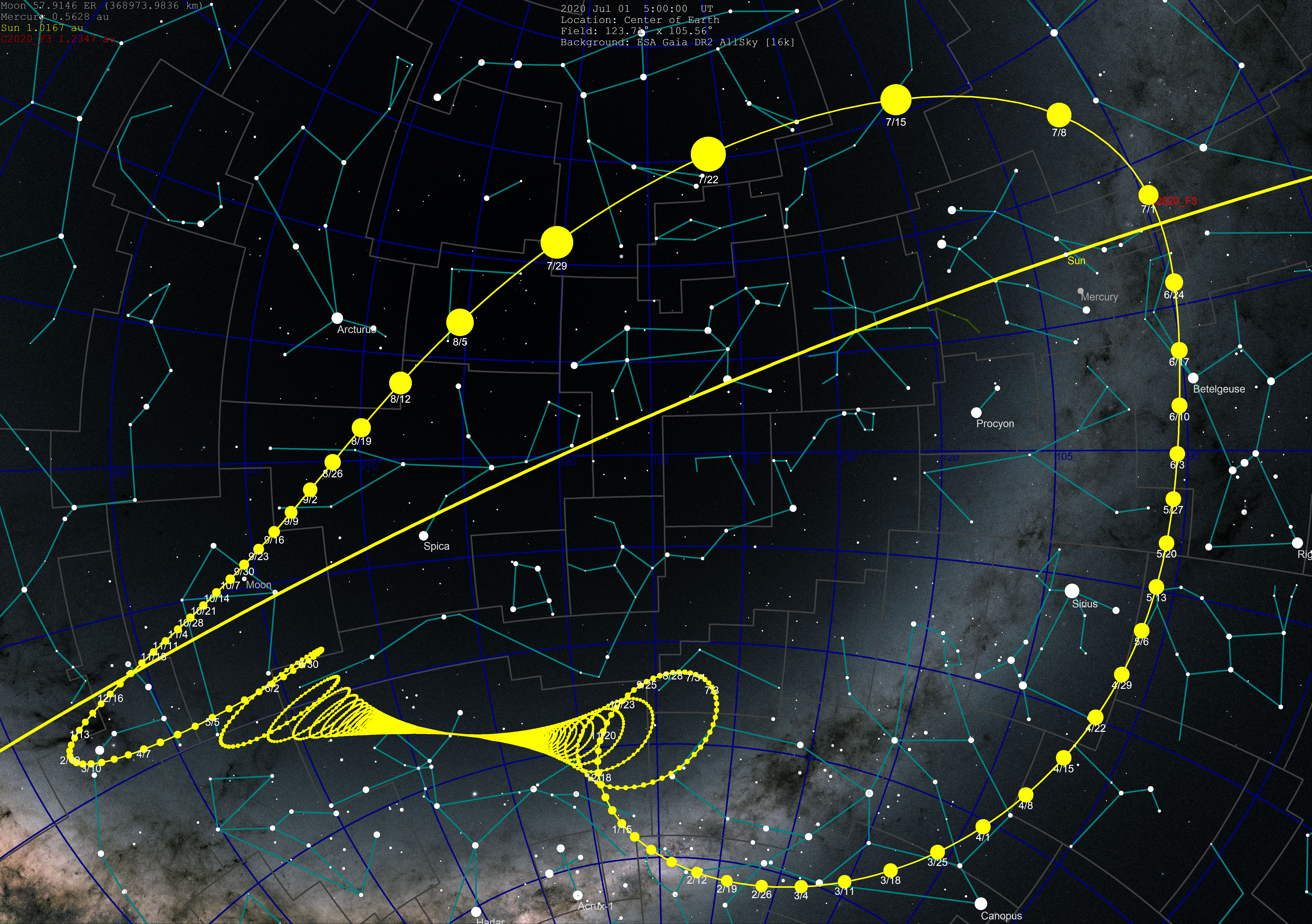
Vyznačení celé oběžné dráhy komety na noční obloze Země se značkami po 7 dnech. Vpravo nahoře je současný rychlý zdánlivý pohyb v blízkosti Země a Slunce během obletu. Vlevo dole je pomalý zdrženlivý pohyb vrcholicí v aféliu, kličky jsou důsledkem paralaxy během oběhů Země okolo Slunce.